# Fabio Della Seta
Fabio Della Seta (Roma, 31 luglio 1924 – Roma, 11 marzo 2014) è stato uno scrittore, giornalista e poeta italiano, autore di saggi, racconti, romanzi e poesie.

## Biografia
Fabio Della Seta nasce a Roma il 31 luglio 1924 da una famiglia ebraica.
L'evento che condizionò tutta la sua vita successiva fu la promulgazione nel 1938, da parte del regime fascista, delle leggi per la difesa della razza, che costrinsero lui, come tutti i ragazzi ebrei della sua generazione, a lasciare le scuole pubbliche che frequentavano e a iscriversi a una scuola organizzata dalla Comunità israelitica, in cui insegnavano docenti ebrei anch'essi estromessi dall'insegnamento nelle scuole dello Stato. Come lo stesso Della Seta narrerà molti anni dopo ne L'incendio del Tevere, tale evento costituì una vera e propria scuola di vita, sia per il legame di solidarietà obbligata stabilitosi tra gli allievi sia per l'incontro con alcuni docenti di altissimo spessore culturale e morale; fra questi la professoressa Emma Castelnuovo, poi divenuta un'autorità della didattica della matematica, e il docente di storia e filosofia Renzo Monferini, formatosi alla scuola torinese di Augusto Monti, amico e sodale di personalità quali Cesare Pavese, Leone Ginzburg e Massimo Mila. Da questi professori Della Seta e altri ragazzi della Scuola israelitica ricevettero i fondamenti di una forte passione politica e l'amore per la cultura in tutti i suoi aspetti.
Terminati gli studi liceali, nel 1942 Fabio Della Seta si iscrisse alla Facoltà di Giurisprudenza della Pontificia Università Lateranense. Le vicende belliche e l'occupazione tedesca di Roma (1943-44) costrinsero Della Seta e i suoi familiari a rifugiarsi in diversi conventi romani. Peraltro, durante la razzia del 16 ottobre 1943, furono catturati e deportati ad Auschwitz i nonni paterni Samuele e Giulia, dei quali non si ebbe più notizia.
Dopo la liberazione di Roma, Della Seta proseguì gli studi di Giurisprudenza presso l'Università di Roma, dove si laureò nel 1948 con una tesi di Diritto internazionale pubblico: Aspetti giuridici della questione Palestinese.
Prima ancora di laurearsi, Della Seta aveva iniziato la sua attività esercitando la funzione di redattore capo di «Israel», settimanale ebraico in lingua italiana. Contemporaneamente aveva incominciato un'intensa collaborazione con la Rai (dove fu assunto stabilmente nel 1954), concretatasi in centinaia di programmi radiofonici di cultura varia e soprattutto nella rassegna settimanale «Il Ridotto, teatro di oggi e di domani», programma realizzato dapprima con Raffaele La Capria e successivamente con William Weaver.
Della Seta è stato anche autore di numerosi radiodrammi (il primo, Joseph impara a cantare, è del 1947). Per quanto riguarda la sua attività radiofonica e televisiva, ha vissuto gli anni d'oro della televisione in Italia, occupandosi di temi vari di carattere culturale, tra cui in particolare la prima produzione cinematografica della Rai, «Belcanto. Storia del melodramma italiano», per la regia di Glauco Pellegrini. Successivamente si è occupato di rapporti internazionali, in particolare di quelli con le organizzazioni televisive dei paesi orientali. A partire dal 1972 fino al termine della sua carriera ha diretto gli uffici della Rai per l'America Latina.
Accanto alla sua carriera manageriale in Rai, Della Seta ha svolto una lunga attività di scrittore: è autore di un saggio storico sulle origini dello Stato ebraico, Antico Nuovo Israele, con prefazione di Carlo Arturo Jemolo, di vari radiodrammi, dei romanzi Agnusdei, La banda archeologica, Cara Sophie e L'ipogeo, questi ultimi con Maria Sofia Casnedi, della raccolta di racconti Rivedere Petra. Con Giovanni Gigliozzi ha scritto Aiuto! Ho sbagliato città. Cronache del Cairo Nord. È stato insignito del Premio Verga per la sua opera letteraria. Cultore e studioso di poesia romanesca, negli ultimi anni ha collaborato assiduamente con «996. Rivista del Centro Studi Giuseppe Gioacchino Belli», «Strenna dei Romanisti», «Belfagor», «L'immaginazione», «La scrittura». Il lungo periodo di lavoro a Montevideo ha visto nascere, lungo un arco di circa dieci anni, i suoi oltre mille sonetti in romanesco, un lungo viaggio a ritroso alla ricerca di luoghi, di personaggi, di modi di dire della Roma della sua gioventù. La sua produzione poetica dal titolo Roma in valigia. Mille e anche più sonetti in urbe et in orbe, pubblicata una prima volta nel 2001, è uscita in seconda edizione pochissimi giorni dopo la sua morte, avvenuta a Roma l'11 marzo 2014. Nel 2019 è uscita postuma la raccolta di racconti Ritrovarsi a Segni.

## Opere
- Antico nuovo Israele. Momenti e protagonisti del risorgimento nazionale ebraico (Edizioni Eri, 1959)
- Agnus Dei (Sugar, 1968)
- Rivedere Petra (Celebes editore, 1968)
- L'incendio del Tevere (Celebes, 1969).Traduzione inglese di Frances Frenaye, The Tiber Afire (Marlboro Press, 1991). Nuova edizione ampliata (Gaspari, 1996)
- La banda archeologica (La Scuola, 1978)
- Maria Sofia Casnedi, Fabio Della Seta, Cara Sophie (Gaspari, 1996)
- Fabio Della Seta, Giovanni Gigliozzi, Aiuto! Ho sbagliato città. Cronache del Cairo Nord (Stango, 1999)
- Roma in valigia: mille e anche più sonetti in Urbe et in Orbe (Stango 2001). Nuova edizione: (Aracne, 2014)
- Maria Sofia Casnedi, Fabio Della Seta, L'Ipogeo (Manni, 2005)
- Andrea Barbaranelli, Maria Sofia Casnedi, Fabio Della Seta, Irio Ottavio Fantini, Pillole, Roma, 2006
- I silenzi di Joe (Portaparole, 2007). Trad. francese di Pierre Dubois, Les silences de Joe (Portaparole, 2007)
- Ritrovarsi a Segni (Aracne, 2019)

## Onorificenze
Premio Verga 1968-1969 per la letteratura.